# Narcís Verdaguer
Narcís Verdaguer Callís (Vich, 23 de octubre de 1863-5 de abril de 1918) fue un político y abogado español, nacionalista catalán.

## Biografía
Nació en Vich el 23 de octubre de 1863. Se inició en el periodismo en la publicación quincenal L'Almogàver. Fue miembro de la Lliga Regionalista. Verdaguer, que se convirtió en concejal del Ayuntamiento de Barcelona en 1909, sería elegido en las elecciones de 1914 diputado por el distrito de Vich. Era primo de Jacint Verdaguer y estuvo casado con Francesca Bonnemaison.
Falleció el 5 de abril de 1918.

## Pensamiento
Defensor de planteamientos etnicistas, propuso que España estaba dividida en una «raza catalana» y en otra española, la última de orígenes africanos, al contrario que la catalana.

## Obras
- La primera victòria del catalanisme